# CSI: A helyszínelők
A helyszínelők (eredeti nevén CSI: Crime Scene Investigation) amerikai bűnügyi televíziós sorozat, ami 2000-ben indult az amerikai CBS csatornán. Először az ABC-n akarták vetíteni, de az ABC vezetői visszautasították a sorozatot, mondván túlságosan összezavaró az átlag néző számára. Ezután vette meg a CBS a szériát. Már az első részek is rekordnézettséget hoztak és azóta is csak növekszik a nézők száma. 2004-2006 között a legnézettebb sorozat az USA-ban (A Jóbarátok befejezése után lett a legnépszerűbb televíziós sorozat. Eme címtől két év után A Grace klinika fosztotta meg). A sorozat egyik producere Jerry Bruckheimer. 2015. május 13-án a CBS bejelentette hogy véget ér a széria, szeptember 27-én egy 2 órás tévéfilmmel zárják le a sorozatot.
A magyar címben eredetileg nem jelent meg a CSI, de ismétlési jogszerzést követően az RTL kezdeményezésére írta át mindegyik TV-csatorna.

## Ismertető
A sorozat Las Vegas-i bűnügyi helyszínelőkről szól, akik különös (néha bizarr) ügyeket oldanak meg a tudomány segítségével. Az alkotók a sorozat kitalálása során igyekeztek elvonatkoztatni a szokásos krimi-sémáktól. A nyomozást az utcáról a laborba helyezték át, abból kiindulva, hogy a tudomány segítségével olyan bűntények is megoldhatókká válnak, melyek korábban megoldhatatlannak tűntek.
A sorozatbeli helyszínelők a legmodernebb technológiát alkalmazva elemzik a rendelkezésre álló bizonyítékokat (például lábnyomok, keréknyomok, ujjlenyomatok, hajszálak, vérnyomok).
A sorozat egyik sarkalatos, visszatérő eleme lett, hogy „A bizonyíték sosem hazudik, de az emberek igen!”
A sorozat rendkívül hiteles, azonban némileg elrugaszkodik a valóságtól. A használt berendezések és eljárások mindegyike létezik a valóságban, de az alkotók a legtöbb folyamatot az életben zajlónál sokkal gyorsabbnak ábrázolnak. (Egy DNS-minta elemzése és összevetése az adatbázisokkal a való életben sokszor hónapokba is beletelik. Emellett a legtöbb bűntény esetében nem lehet az ügyet kizárólag tárgyi bizonyítékokra alapozni azon egyszerű oknál fogva, hogy nem minden esetben állnak ezek rendelkezésre.)

## Szereplők
| Szereplő           | Színész            | Magyar hang                | Tisztség                                         | Évadok     | Évadok     | Évadok     | Évadok     | Évadok     | Évadok     | Évadok     | Évadok     | Évadok     | Évadok     | Évadok     | Évadok     | Évadok     | Évadok            | Évadok     | Évadok     |
| Szereplő           | Színész            | Magyar hang                | Tisztség                                         | 1          | 2          | 3          | 4          | 5          | 6          | 7          | 8          | 9          | 10         | 11         | 12         | 13         | 14                | 15         | 16         |
| ------------------ | ------------------ | -------------------------- | ------------------------------------------------ | ---------- | ---------- | ---------- | ---------- | ---------- | ---------- | ---------- | ---------- | ---------- | ---------- | ---------- | ---------- | ---------- | ----------------- | ---------- | ---------- |
| Gil Grissom        | William Petersen   | Forgács Péter              | csapatvezető helyszínelő                         | főszereplő | főszereplő | főszereplő | főszereplő | főszereplő | főszereplő | főszereplő | főszereplő | főszereplő |            | vendég     |            | hang       | vissza- emlékezés |            | vendég     |
| Catherine Willows  | Marg Helgenberger  | Antal Olga Szórádi Erika   | helyszínelő, csapatvezető helyszínelő            | főszereplő | főszereplő | főszereplő | főszereplő | főszereplő | főszereplő | főszereplő | főszereplő | főszereplő | főszereplő | főszereplő | főszereplő |            | vissza- emlékezés |            | vendég     |
| Nick Stokes        | George Eads        | Dózsa Zoltán               | helyszínelő                                      | főszereplő | főszereplő | főszereplő | főszereplő | főszereplő | főszereplő | főszereplő | főszereplő | főszereplő | főszereplő | főszereplő | főszereplő | főszereplő | főszereplő        | főszereplő |            |
| Warrick Brown      | Gary Dourdan       | Seder Gábor                | helyszínelő                                      | főszereplő | főszereplő | főszereplő | főszereplő | főszereplő | főszereplő | főszereplő | főszereplő |            |            |            |            |            | vissza- emlékezés |            |            |
| Sara Sidle         | Jorja Fox          | Agócs Judit                | helyszínelő                                      | főszereplő | főszereplő | főszereplő | főszereplő | főszereplő | főszereplő | főszereplő | visszatérő | vendég     | visszatérő | főszereplő | főszereplő | főszereplő | főszereplő        | főszereplő | főszereplő |
| Jim Brass          | Paul Guilfoyle     | Koroknay Géza Sörös Sándor | rendőrkapitány                                   | főszereplő | főszereplő | főszereplő | főszereplő | főszereplő | főszereplő | főszereplő | főszereplő | főszereplő | főszereplő | főszereplő | főszereplő | főszereplő | főszereplő        |            | vendég     |
| Greg Sanders       | Eric Szmanda       | Schmied Zoltán             | helyszínelő                                      | visszatérő | visszatérő | főszereplő | főszereplő | főszereplő | főszereplő | főszereplő | főszereplő | főszereplő | főszereplő | főszereplő | főszereplő | főszereplő | főszereplő        | főszereplő | főszereplő |
| Dr. Albert Robbins | Robert David Hall  | Kardos Gábor Várday Zoltán | igazságügyi orvosszakértő                        | visszatérő | visszatérő | főszereplő | főszereplő | főszereplő | főszereplő | főszereplő | főszereplő | főszereplő | főszereplő | főszereplő | főszereplő | főszereplő | főszereplő        | főszereplő | főszereplő |
| Sofia Curtis       | Louise Lombard     | Madarász Éva               | rendőr                                           |            |            |            |            | visszatérő | visszatérő | főszereplő | visszatérő |            |            | vendég     |            |            |                   |            |            |
| David Hodges       | Wallace Langham    | Imre István                | labortechnikus                                   |            |            | visszatérő | visszatérő | visszatérő | visszatérő | visszatérő | főszereplő | főszereplő | főszereplő | főszereplő | főszereplő | főszereplő | főszereplő        | főszereplő | főszereplő |
| Riley Adams        | Lauren Lee Smith   | Mezei Kitty                | ideiglenes helyszínelő                           |            |            |            |            |            |            |            |            | főszereplő |            |            |            |            |                   |            |            |
| Raymond Langston   | Laurence Fishburne | Vass Gábor                 | helyszínelő                                      |            |            |            |            |            |            |            |            | főszereplő | főszereplő | főszereplő |            |            |                   |            |            |
| Wendy Simms        | Liz Vassey         | Oláh Orsolya               | DNS-elemző                                       |            |            |            |            |            | visszatérő | visszatérő | visszatérő | visszatérő | főszereplő | vendég     |            |            |                   |            |            |
| David Phillips     | David Berman       | Kapácsy Miklós             | igazságügyi orvosszakértő asszisztens            | visszatérő | visszatérő | visszatérő | visszatérő | visszatérő | visszatérő | visszatérő | visszatérő | visszatérő | főszereplő | főszereplő | főszereplő | főszereplő | főszereplő        | főszereplő | főszereplő |
| Morgan Brody       | Elisabeth Harnois  | Lamboni Anna               | helyszínelő                                      |            |            |            |            |            |            |            |            |            |            | vendég     | főszereplő | főszereplő | főszereplő        | főszereplő | főszereplő |
| D.B. Russel        | Ted Danson         | Jakab Csaba                | csapatvezető helyszínelő, laboratóriumi igazgató |            |            |            |            |            |            |            |            |            |            |            | főszereplő | főszereplő | főszereplő        | főszereplő | főszereplő |
| Julie Finlay       | Elisabeth Shue     | Orosz Anna Ősi Ildikó      | helyszínelő                                      |            |            |            |            |            |            |            |            |            |            |            | főszereplő | főszereplő | főszereplő        | főszereplő |            |
| Henry Andrews      | Jon Wellner        | Renácz Zoltán              | toxikológus                                      |            |            |            |            | visszatérő | visszatérő | visszatérő | visszatérő | visszatérő | visszatérő | visszatérő | visszatérő | főszereplő | főszereplő        | főszereplő | főszereplő |

## Népszerűség
A CSI: A helyszínelőket a világ 21 országában vetítik.
Néhány ezekből az első vetítési időponttal:
- USA – 2000. október 6.
- Norvégia – 2001. április 16.
- Egyesült Királyság – 2001. június 9.
- Svájc – 2001. június 20.
- Hollandia – 2001. augusztus 8.
- Svédország – 2001. szeptember 3.
- Németország – 2001. szeptember 5.
- Finnország – 2001. szeptember 22.
- Izrael – 2001. november 17.
- Franciaország – 2001. november 25.
- Ausztria – 2002. július 2.
- Spanyolország – 2002. július 15.
- Magyarország – 2002. szeptember 1.
- Olaszország – 2002. szeptember 13.
- Csehország – 2005. július 7.
- Mexikó – 2005. augusztus 1.

## Főcímdal
A sorozat főcímdalát az Amerikában rendkívül népszerű The Who együttes dalából vágták össze, a dal címe: Who Are You, énekese Roger Daltrey. Daltrey maga is szerepelt a 7. évad 9. epizódjában.
A helyszínelők további két spin-offjának főcímzenéjéhez is az együttes egy-egy dala szolgált alapul, a CSI: Miami helyszínelők stáblistája a Won’t Get Fooled Again-re, míg a CSI: New York-i helyszínelőké a Baba O’Riley-ra pörög.

## Nézettség
Sok ideig a világ legnézettebb televíziós műsora volt. A legnézettebb 6. évadot részenként átlagosan 20 millióan nézték. 2010-ben Magyarország ötödik legnézettebb sorozata volt a teljes lakosság körében, a 18–49 évesek között pedig a 7. legnézettebb.

## DVD-k
Hazánkban kapható DVD-k:
- A Helyszínelők 1. évad 1-12. rész
- A Helyszínelők 1. évad 13-23. rész
- A Helyszínelők 2. évad

## Könyvek

### Magyarul megjelent
- A bűnös város
- A kétarcú ember
- Hideglelés
- Holtjáték
- Gyilkos vágy
- A bérgyilkos éjszakája
- Szorul a hurok
- Kígyószem

## Számítógépes játékok
- Crime Scene Investigation
- CSI: Dark Motives
- CSI: 3 Dimensions of Murder
- CSI: Hard Evidence
- CSI: Miami
- CSI: New York

## Kapcsolódó sorozatok
A Helyszinelők nagy sikerére való tekintettel az alkotók négy kapcsolódó sorozatot (spin-off) is elindítottak:
- CSI: Miami helyszínelők (CSI: Miami) 2002-től, melyet a CSI: A Helyszinelők 2. évadának 22. epizódja, a Cross-Jurisdictions (eredeti sugárzás: 2002. május 9.), vezette be.
- CSI: New York-i helyszínelők (CSI: NY) 2004-től, melyet a CSI: Miami helyszínelők 2. évadának 23. epizódja, a MIA/NYC Non-stop (eredeti sugárzás: 2004. május 17.), vezette be.
- CSI: Cyber helyszínelők (CSI: Cyber) 2015-től, melyet a CSI: A helyszínelők 14. évadának 21. epizódja, a Kitty (eredeti sugárzás: 2014. április 30.), vezette be.
- CSI: Vegas 2021-től, ami a CSI: a helyszínelők folytatása.